# Rejtett erőd
A Rejtett erőd (eredeti cím: 隠し砦の三悪人 Kakusi-toride no szan-akunin, szó szerinti fordításban „A rejtett erőd három gazembere”) 1958-ban bemutatott japán dzsidaigeki kalandfilm, melyet Kuroszava Akira rendezett. A főbb szerepekben Mifune Tosiró (Makabe Rokuróta (真壁 六郎太) generális) és Uehara Misza (Juki hercegnő) látható.

## Cselekmény
Két rongyos paraszt, Tahei és Matasicsi párbeszédéből megtudjuk, hogy a Jamana klán oldalán szándékoztak harcolni a háborúban, ámde későn érkeztek, és mivel a vesztes Akizuki klán tagjainak nézték őket, a halottak temetésére kényszerítették őket. Hosszas veszekedés után végül elválnak útjaik, azonban feltűnik a győztes klán, külön-külön foglyul ejtik a két férfit és az Akizuki kastélyban kényszerítik őket a vesztesek elásott aranykincsének felkutatására és kibányászására.
Miután a foglyok fellázadnak, Tahei és Matasicsi egymásra találnak és kettesben elmenekülnek. Egy folyó közelében az Akizuki klán félholdas címerével megjelölt aranyrudat találnak. A két paraszt találkozik egy titokzatos férfival, aki elvezeti őket a klán hegyek közt megbúvó titkos erődjébe, miután elmondják neki, hogy a Jamana hadsereg sorait megkerülve terveznek eljutni Hajakavába, mégpedig úgy, hogy Jamanán keresztülvágva keresnek egy másik átkelőhelyet.
Hamarosan kiderül, hogy a rejtélyes férfi nem más, mint az Akizuki klán legendás generálisa, Makabe Rokuróta, aki eredetileg meg akarta ölni a két parasztot, ám tervüket hallván meggondolja magát, ugyanis abban felismeri a lehetőséget a vesztes klán hercegnőjének, Jukinak a megmenekítésére. Hajakavába juttatná a hercegnőt, ahol a helyi nemes úr az Akizuki klán hűséges barátja, ám ezt nem osztja meg útitársaival.
A lány beleegyezik, hogy amíg Rokuróta Hajakavába csempészi őt és a klán maradék, tűzifába rejtett aranyát, némának fogja tettetni magát, nehogy felismerjék. Tahei és Matasicsi mit sem tudnak erről.
Az út során többször is megpróbálják megtéveszteni a hercegnőt és a generálist és ellopni az aranyat. Csatlakozik hozzájuk egy farmer lánya is, akit rabszolga-kereskedőktől váltanak meg Juki kérésére.
A csapat sikeresen megmenekül egy Jamana járőrcsapat elől úgy, hogy Rokuróta megöli mind a négy járőrt, azonban ehhez az ellenséges táborig kell üldöznie kettejüket lovon, ahol szembekerül a kirendelt generálissal. Ez a generális Rokuróta szerencséjére egy régi jó baráti riválisa, Tadokoro Hjoe, aki bocsánatát kéri, hogy nem találkozhattak csata közben és párbajra invitálja, amit Rokuróta meg is nyer. Tadokoro a megölésére utasítja ellenfelét, miután vereséget szenved, de az megtagadja tőle, majd megegyeznek, hogy még keresztezik egymást az útjaik, és Rokuróta visszalovagol az útitársaihoz.
Hamarosan Jamana katonák veszik körbe és fogják el őket közel a hajakavai határátkelőhöz, és magukkal viszik a csapatot kivégzés céljából. A felfordulás közepette Matasicsi és Tahei megragadja az alkalmat az elrejtőzésre, így megszöknek a katonák fogsága elől. Tadokoro Hjoe érkezik, hogy beazonosítja a foglyokat a halálos ítélet végrehajtása előtt.
Tadokoro egy hatalmas sebhelyet mutat az arcán, amelyet a Jamana klán ura által rendelt verés következtében szerzett, amiért futni hagyta Rokurótát. Eközben Juki hercegnő beszédet tart, melyben elmondja, minden viszontagság és a keserű vég ellenére is mennyire élvezte az útját ide és milyen örömet okozott neki, hogy az emberiség minden szépségét és szörnyűségét közelről vehette szemügyre.
A következő nap reggelén a csapatot a vesztőhelyre kísérik. Tadokoro átáll Juki hercegnő, Rokuróta generális és a parasztlány oldalára, segít megszöktetni őket a lovakkal és az általuk cipelt arannyal együtt, és csatlakozik hozzájuk, hogy velük lépje át a hajakavai határt.
Miután a hercegnő és Rokuróta megszökik, Matasicsi és Tahei rátalálnak az arannyal megrakott lovakra, de elkapják őket a hajakavai katonák. Rokuróta elé hurcolják őket, aki felfedi Juki valódi, hercegnői énjét, és biztosít mindenkit arról, hogy az aranyat az Akizuki klán hatalmának visszaállítására fogják fordítani. A két paraszt ezután útjára indul, összesen egy darab aranypénzzel a zsebükben. Végül Tahei ezt Matasicsire bízná, de Matasicsi engedi, hogy Tahei tartsa meg.

## Szereplők
- Mifune Tosiro – Makabe Rokuróta generális (真壁 六郎太 Makabe Rokurota)
- Csiaki Minoru – Tahei (太平)
- Fudzsivara Kamatari – Matasicsi (又七)
- Fudzsita Szuszumu – Tadokoro Hjoe generális (田所 兵衛 Tadokoro Hyoe)
- Simura Takesi – Nagakura Izumi generális (長倉 和泉 Nagakura Izumi)
- Uehara Misza – Juki hercegnő (雪姫 Yuki-hime)
- Mijosi Eiko – Juki hercegnő udvarhölgye
- Higucsi Tosiko – a rabszolgakereskedőtől vásárolt parasztlány
- Fudzsiki Jú – határőr
- Cucsija Josio – szamuráj harcos lovon
- Kódó Kokuten – öregember a hirdetőtábla előtt
- Micui Kódzsi – gödörőr

## Fogadtatás
A Rejtett erőd volt Kuroszava első szélesvásznú filmje. Japánban 1958. december 28-án mutatták be mozikban. 1958-ban a Toho legtöbb bevételt hozó produkciója lett, abban az évben az összes Japánban bemutatott film közül a negyedik legtöbb bevételt hozta, így Kuroszava legsikeresebb filmjének számított egészen A testőr 1961-es megjelenéséig.
Az Egyesült Államokban a Toho International Col. juttatta el a mozikba eredeti nyelven, angol felirattal. San Franciscóban 1959. novemberében mutatták be. Később, 1960. október 6-án jutott el szélesebb körben a közönséghez 126 percnyi játékidővel. 1962-ben újra kiadták, ezúttal csupán 90 perces hosszra vágva.
David Ehrenstein 1987-ben a The Criterion Collection klasszikus és kortárs filmekkel foglalkozó gyűjteménynek  „a valaha készült egyik legjobb akciófilm” titulussal illette, illetve „gyors tempójú, szellemes és látványilag is lenyűgöző” szamurájfilmként hivatkozott rá. Ehrenstein szerint:
„Az összecsapás a lépcsőn a második fejezetben (felkészülve a Ran csúcspontjára) könnyen van olyan látványban lenyűgöző, mint Griffith Türelmetlenségének bármely hasonló jelenete. A mélységi kompozícióhasználat az erődjelenetben a negyedik fejezetben ugyanúgy leköti a nézőt, mint Eisenstein vagy David Lean legjobb alkotásai. Mifune Tosiro erőteljes hősi demonstrációi a lovas üldözés jelenetében (tizenegyedik fejezet) és az azt követő lelkiismeretesen megkoreografált dárdapárbaj (tizenkettedik fejezet) Douglas Fairbanks legjobb hagyományait követi. Összességében elmondható, hogy áthatja A Rejtett Erődöt egy hamisítatlan „moziérzés”, ami egyértelműen olyan nagyszabású kalandfilmek közé emeli, mint a Gunga Din, A bagdadi tolvaj, és Fritz Lang híres diotichonja, a Bengáli tigris és A hindu síremlék.”
Szintén a The Criterion Collection számára írta 2001-ben Armond White:
„A Rejtett Erőd John Ford Hatosfogatához hasonlítható a mozitörténetben: Lefekteti a történetet és a szereplőket egy önmegismerésről és hősi tettekről szóló úti énekhez. Rokuróta és Juki hercegnő a mára már ismerős módon jut el szövetséges földre, társaikul szegődve egy cselszövő és kapzsi komikus kettős, akiket végül magukat is meglep jó szerencséjük. Kuroszava mindig egyensúlyban tartja a vitézséget és kapzsiságot, komolyságot és humort, ahogy a háború szerencsétlenségéről alkot képet.”
A film 2002-es újrakiadásakor az Egyesült Királyságban, Jamie Russell a BBC részére „az akciót a drámával és humorral könnyedén összeszövő” filmként írta le, „egyszerre szórakoztató és nagyszerű filmélménynek” nevezve.

## Díjak
A film 1959-ben elnyerte a legjobb rendezőnek járó Ezüst Medve-díjat a kilencedik Berlini Nemzetközi Filmfesztiválon. A japán Kinema Dzsunpo filmes magazin Hasimoto Sinobu forgatókönyvírónak ítélte a legjobb forgatókönyv díját.

## Háttere
A Rejtett Erőd volt Kuroszava Akira első CinemaScope eljárással felvett, szélesvásznú filmje. A technika használatakor ugyanolyan körültekintéssel dolgozott, ami más rendezőnek hosszas gyakorlatot igényelt volna. Kuroszava pontosan tudta, mit akart felvenni és milyen hatást akart gyakorolni a nézőre, ez meglátszik a szereplői tudatos elhelyezésén és a szélesvásznú formátum átgondolt használatán is. A kezdőjelenetben Matasicsi és Tahei olyan bátran mozoghatnak jobbra és balra, ahogyan csak akarnak, erre a régi képarányokkal nem lett volna lehetőségük. A kameramozgások elősegítik a film világának befogadását és realisztikussá, autentikussá teszik az élményt a nézőnek.
A film eredetisége ellenére a zenéje és felépítése egyértelműen a klasszikus japán nó színházon alapszik, míg a történet a Kandzsicsó című kabuki táncdarabra hajaz. Ebben szintén magukat álcázó nemesemberek megpróbáltatásairól van szó, bár részleteiben nem összevethető a Rejtett Erőddel. Ezen kívül a film rabszolgalázadásában fellelhető Fritz Lang Metropoliszának hatása is, továbbá az egész produkciót áthatja Kuroszava westernfilmek iránti buzgó szeretete.

## Hatása

### Újrafeldolgozás
A filmből 2008. májusi bemutatóval készült egy újrafeldolgozás Kakuside Toride no Szan-Akunin: Az utolsó hercegnő címmel Higucsi Sindzsi rendezésében, azonban ez csupán nagyjából követte az eredeti film történetét.

### Csillagok háborúja
A Rejtett Erőd legnagyobb hatása a filmművészetre kétségtelenül a Csillagok háborúja filmsorozathoz kötődik. George Lucas rendezőnek egy osztálytársa mutatta be Kuroszava munkásságát.
„Egy kisvárosban nőttem fel közép-Kaliforniában, és tudniillik ott a mozikban nem nagyon ment más, mint a Híd a Kwai folyón és A massza. Így nem is nagyon találkoztam külföldi filmekkel, amíg filmes iskolába nem mentem, akkor pedig megismerkedtem Kuroszavával, és egy jó barátom, John Milius Kuroszava nagy rajongója volt, úgyhogy valahányszor adták egy filmjét, azt mondta, „gyere, ezt látnod kell, ezt látnod kell!” (…) Az első a Hét szamuráj volt, utána pedig teljesen rákattantam. (…) A vizuális stílusa az, ami szerintem tényleg erős és egyedi, és persze egy nagyon-nagyon erőteljes eleme a történetmesélésének. Azt hiszem, ő egy olyan filmkészítői generációból származik, amire még hatással voltak a némafilmek, ami mindig is rettentően érdekelt a filmes iskola után (…) hosszú fókuszú lencséket használ, és ezt én nagyon szeretem. Elvonatkoztatja a karaktereket a film hátterétől sok esetben, úgyhogy sokszor látsz nagy széles felvételeket, sok mélységet, aztán bejön és kiveszi a szereplőket a háttérből és így csak rájuk figyelsz (…) nem lehet nem a kamerakezelése hatása alá kerülni.”
„Az van a Rejtett Erőddel, hogy bizony hatással volt rám, amikor a Csillagok háborúját csináltam, mert amikor elkezdtem írni a forgatókönyvet és összerakni az egészet, eszembe jutott a film, és eszembe jutott, mi fogott meg benne annyira, és ami annyira megragadott, az az volt, ahogy a történetet a legalsóbb rangú szereplők szemszögéből mesélik el. Arra a döntésre jutottam, hogy ez egy jó módszer lenne a Csillagok háborúja elmesélésére (…), (a legalsóbb rangú szereplők) a Csillagok háborúja esetében a két droid (R2D2 és C-3PO) volt, és azt hiszem, ez volt a legerősebb hatása rám.”
Lucas a két film közös pontjaként szolgáló hercegnőt azonban puszta véletlen egybeesésnek tartja, ugyanis Jukival ellentétben a Csillagok háborúja Leiája harcias leányzó, aki kiáll magáért. Lucas művének eredeti története több egyezést is mutatott a Rejtett Erőd eseményeivel, azonban később ezeket elvetette.

## További információ
- Rejtett erőd a PORT.hu-n (magyarul)
- Rejtett erőd az Internet Movie Database-ben (angolul)
- Rejtett erőd a Rotten Tomatoeson (angolul)
- Rejtett erőd a Box Office Mojón (angolul)
- The Secret History of Star Wars Archiválva 2019. október 29-i dátummal a Wayback Machine-ben
- Kurosawa in Review: The Hidden Fortress (1958)
- Empire Online: The Hidden Fortress Review